# Trilepida pastusa
Trilepida pastusa — вид змій родини струнких сліпунів (Leptotyphlopidae). Ендемік Еквадору. Описаний у 2015 році.

## Поширення і екологія
Trilepida pastusa відомі з типової місцевості, розташованої в кантоні Тулькан в провінції Карчі, на висоті 2071 м над рівнем моря.